# Pokol v Solhanu in Tadaryatu
Napadalci so 4. in 5. junija napadli vasi Solhan in Tadaryat v provinci Yagha v Burkina Fasu. V pokolu je umrlo najmanj 174 ljudi. Napadi v regiji Sahel ob meji z Malijem se dogajajo od islamističnih zasedb delov Malija v letu 2013.

## Napad
Na večer 4. junija 2021 je bilo v napadu na vas Tadaryat, približno 150 km severno od Solhana ubitih 13 civilistov in en vojak. Napadalci so v vasi izropali tudi motocikle in živino.
Nekaj ur kasneje, 5. junija 2021 zjutraj so napadalci napadli vas Solhan in tam ubili najmanj 160 civilistov, od tega 20 otrok in ranili še 40 oseb. Ob približno dveh zjutraj so ti napadli anti-džihadistično milico VDP ter nato požgali vaško tržnico in več hiš. Zaradi nahajališč zlata je bil napaden tudi tamkajšnji rudnik. Napadalci so odšli okrog zore, približno 3 ure pred prihodom prvih policistov. Med odhajanjem so na cesti, ki vodi v vas, nastavili še več improviziranih eksplozivnih teles. Ta so bila deaktivirana s strani vojskinih inženirjev.
Napada sta bila najsmrtonosnejša napada v Burkina Fasu v zadnjih petih letih. Veliko preživelih je zbežalo v Sebbo, glavno mesto province Yagha. Pobiti so bili pokopani s strani lokalnih prebivalcev v treh množičnih grobovih.

## Odzivi
Vlada je krivde za napad obtožila teroriste, vendar ni nobena teroristična organizacija prevzela odgovornosti za napad. Predsednik Burkina Fasa, Roch Kabore, je v pismu izrazil sožalje, rekoč »sklanjam glavo nad spomini stotin ubitih civilistov v tem barbarskem napadu in izražam sožalje družinam žrtev.« Zaradi incidenta je sam tudi odpovedal potovanje v Lomé v Togu.
Razglašeno je bilo 72-urno državno žalovanje. V znak spoštovanja žrtev je nekaj žensk 7. junija 2021 nosilo bela oblačila. Nacionalna policija je v območja znova poslala okrepitve za preprečevanje nadaljnjih napadov.
António Guterres, generalni sekretar organizacije Združenih narodov je bil ob napadih ogorčen. Papež Frančišek je napad omenil tudi v svoji molitvi svetemu angelu ter dejal »da Afrika potrebuje mir in ne nasilja.«